# 史密斯-第九街車站
史密斯-第九街車站（英語：Smith–Ninth Streets station）是紐約地鐵IND卡爾弗線的一個慢車地鐵站，位於布魯克林格瓦納斯格瓦納斯運河以上，設有F線與G線（任何時候停站）列車服務。
此高架車站在1933年10月7日啟用，設有兩個側式月台和四條軌道。2009年，大都會運輸署在此站開展大規模翻新，並在2011年6月至2013年4月之間全面重建。

## 車站結構
| 4F | 側式月台，右側開門 | 側式月台，右側開門                                         |
| 4F | 北行               | 往牙買加-179街（卡爾洛街） · 往法庭廣場（卡爾洛街）        |
| 4F | 北行快速           | 無定期服務                                                 |
| 4F | 南行快速           | 無定期服務                                                 |
| 4F | 南行               | 往康尼島-斯提威爾大道（第四大道） · 往教堂大道（第四大道） |
| 4F | 側式月台，右側開門 |                                                            |
| 3F | -                  | 月台下跨道                                                 |
| 2F | -                  | 扶手電梯夾層                                               |
| 1F | 夾層               | 閘機、車站詢問處、Metrocard自動售票機                      |
| G  | 街道層             | 出入口                                                     |

此站高度達87.5英呎（约26.67米），建成时曾是全世界距離地面位置最高的地鐵站。

## 外部連結
- nycsubway.org—IND Crosstown: Smith/9th Street
- Station Reporter — F Train
- Station Reporter — G Train
- The Subway Nut — Smith–9th Streets Pictures （页面存档备份，存于）
- Ninth Street entrance from Google Maps Street View （页面存档备份，存于）
- Platforms from Google Maps Street View